# Fromberghorn
Das Fromberghorn (berneroberländisch: Fromberghore) ist ein 2394 m ü. M. hoher Gipfel im Schweizer Berner Oberland. Es ist der zweite Berg in der Niesenkette südlich des Niesen. Gegen Norden fällt der Berg 500 m steil in die Bettfluh ab.
Auf das Fromberghorn führen keine Bergwege. Im Zuge der Gesamtüberschreitung der Niesenkette wird der Gipfel aber bisweilen über den Nordostgrat vom Niesensattel her bestiegen. Diese Route über die sog. Wysse Zend ist seit 2007 durch ein Fixseil sowie einige künstliche Tritte wesentlich erleichtert. Der Weiterweg erfolgt in diesem Fall meist über den luftigen Nordwestgrat zum Drunengalm. Weitere Routen, die erfahrenen, schwindelfreien Bergwanderern offenstehen, sind der Südwestgrat (Ausgangspunkt Wengi) oder der Nordwestgrat (Ausgangspunkt Oey).